# Львівський обласний інститут післядипломної педагогічної освіти
Львівський обласний інститут післядипломної педагогічної освіти — вищий навчальний заклад III рівня акредитації, мета якого — підвищення кваліфікації педагогічних працівників в галузі освіти.

## Історія
Львівський обласний інститут удосконалення кваліфікації вчителів заснований у 1940 році наказом народного комісара освіти УРСР від 9 березня 1940 року.
У 1992 році згідно з рішенням виконавчого комітету Львівської обласної Ради народних депутатів інститут удосконалення був ліквідований, а на його базі був сформований Львівський обласний науково-методичний інститут освіти (ЛОНМІО).
У 2000 році згідно з наказом № 437 Львівської обласної державної адміністрації Львівський науково-методичний інститут освіти був реорганізований у Львівський обласний інститут післядипломної педагогічної освіти шляхом перетворення. 
Нині повна назва — комунальний заклад Львівської обласної ради «Львівський обласний інститут післядипломної педагогічної освіти».

## Директори
Від часу заснування у 1944 році інститутом керували: 
- Манзенко (30.11.1944 — 14.09.1948);
- Доленко М.Т. (14.10.1948 — 04.03.1949);
- Собченко О.Н. (04.03.1949 — 11.02.1950);
- Кравченко О.А. (11.02.1950 — 05.09.1950);
- Котко П.А. (05.09.1950 — 03.06.1952);
- Кропива М.Т. (03.06.1952 — 04.06.1956);
- Котко П.А. (04.06.1956 — 23.12.1963);
- в.о.дир. Мойсеєнко М.О. (23.12.1963 — 15.04.1964);
- Савченко Ю.М. (15.06.1964 – 14.10.1969);
- Самофал Я.В. (14.10.1969 – 09.12.1986)
- Соколовська Г.П. (09.12.1986 – 26.06.1992)
- Шиян Р.Б. (26.06.1992 – 14.11.2000)
- Барна М.М. (14.11.2000 – 25.06.2005);
- Шиян Р.Б. (26.08.2005 — 13.05.2018);
- в.о.дир. Кацюба М.Р. (14.05.2018 — 30.09.2020);
- Хобзей П.К. (з 1.10.2020)

## Освітня діяльність
Призначення інституту — організаційне та методичне керівництво роботою по підвищенню кваліфікації керівних і педагогічних кадрів шкіл, дитячих установ та відділів народної освіти області по вивченню, узагальненню і пропоганді передового педагогічного досвіду.

## Структура

### Кафедри
- Гуманітарної освіти;
- Педагогіки;
- Суспільствознавчої освіти;
- Природничо-математичної освіти;
- Освітньої політики;
- Практичної психології.

### Кабінети
- євроінтеграційних аспектів освіти;
- координації методичної діяльності;
- впровадження «Нової української школи»;
- інформаційно-видавничої діяльності;
- організації навчальної діяльності;
- розвитку освіти.

### Центри
- підтримки інклюзивної освіти;
- практичної психології та соціальної роботи;
- Інформаційно-комунікаційних технологій та інші.

## Науковці
- Біда Дарія Дмитрівна — доцент кафедри педагогіки Львівського ОІППО, головний редактор Всеукраїнського природничого науково-популярного журналу для дітей «Колосок».